# Swezeyia pilosa
Swezeyia pilosa är en insektsart som beskrevs av Van Stalle 1986. Swezeyia pilosa ingår i släktet Swezeyia och familjen Derbidae. Inga underarter finns listade i Catalogue of Life.